# 베두타

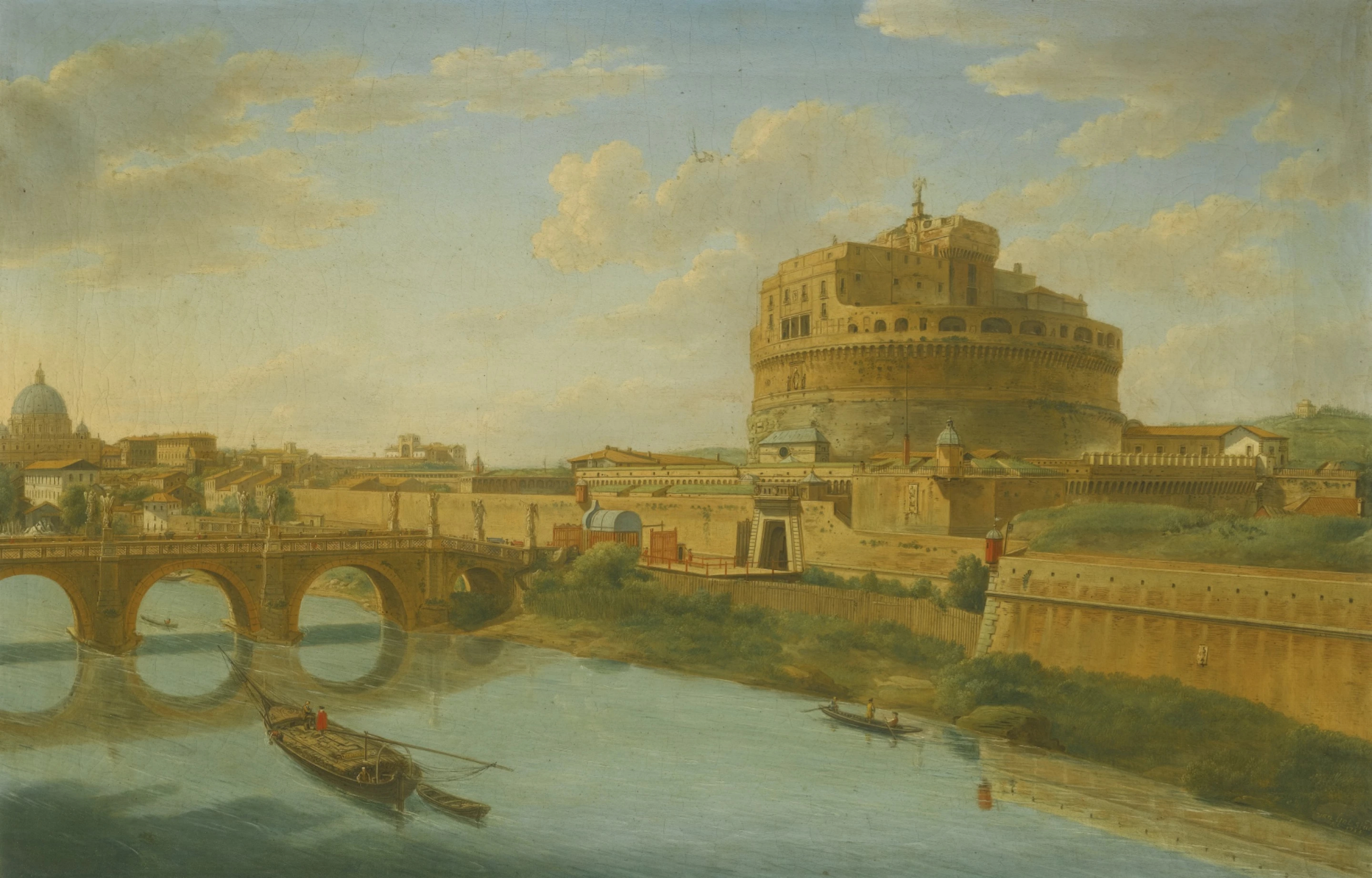
《로마의 테베레강, 산탄젤로성, 산탄젤로 다리, 성 베드로 대성전 전경》, 헨드릭 프란스 판 린트, 1734년

베두타(이탈리아어: Veduta, 복수형으로는 베두티(Vedute))는 고도로 세밀하고 큰 규모로 그려진 그림을 의미하거나 보다 일반적으로는 도시 경관이나 일반 풍경을 묘사한 판화를 의미한다. 이탈리아어로 베두타는 '전망'(view)을 의미하며 베두타를 그리는 화가를 베두티스티(vedutisti)라고 부른다.

## 기원

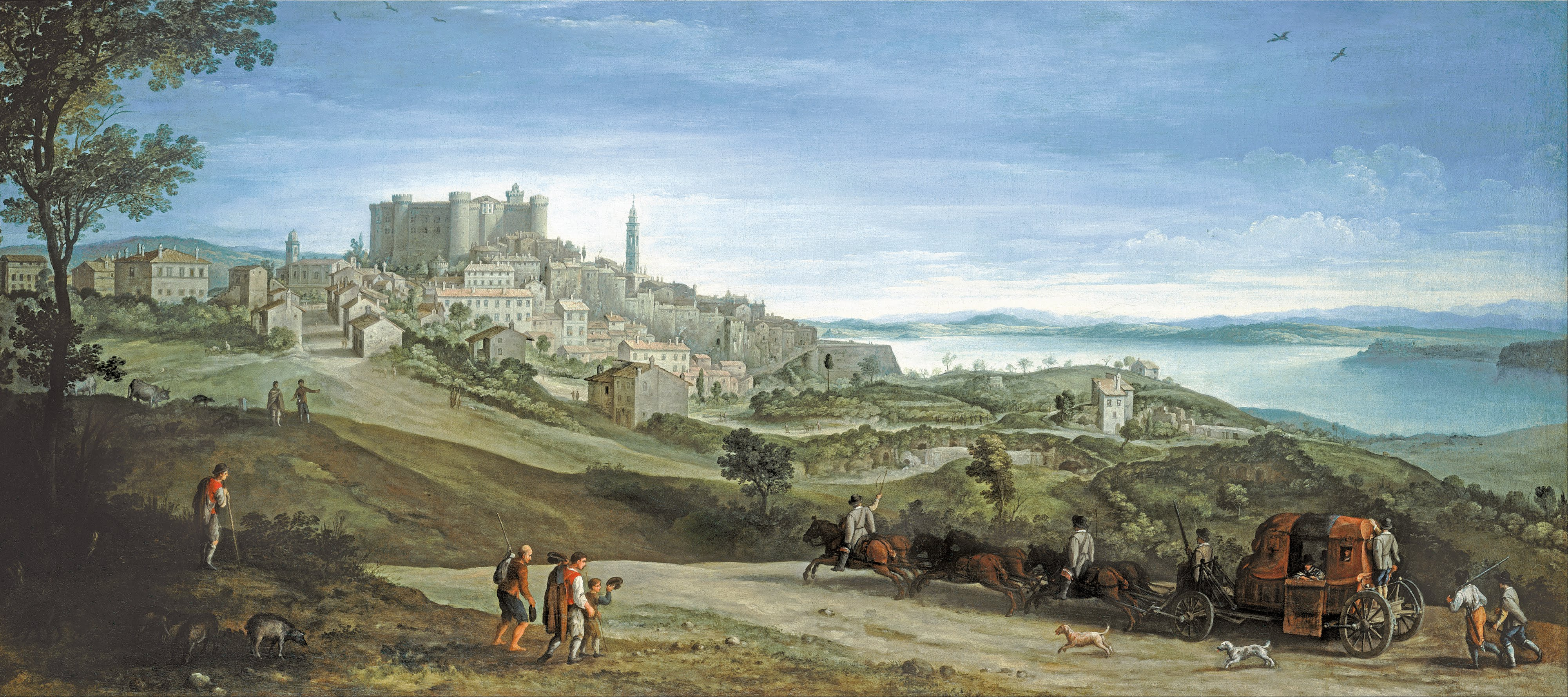
《브라차노의 풍경》, 폴 브릴, 1620년대 초

이 풍경화 장르는 플란데런에서 유래되었는데, 대표적으로 폴 브릴이 16세기 초에 베두타를 그린 것으로 유명하다. 17세기에 네덜란드 화가들은 부유한 네덜란드 중산층의 지역적 자부심을 불러일으키는 세부적이고 정밀한 도시 및 풍경을 전문적으로 그렸다. 대표적인 예로는 요하네스 페르메이르의 《델프트의 풍경》이 있다. 벨기에 헨트의 건축가이자 제도사 또는 조각가인 리빈 크륄(1640~1720)은 17세기 후반 로마에 거주하는 동안 베두티가 발전하는데 큰 기여를 했다. 크륄의 도면은 도시 풍경의 지형적 측면을 재현하고 있다.

## 18세기
그랜드 투어의 일정이 어느 정도 표준화되면서, 로마 포럼이나 대운하와 같은 친숙한 풍경화는 귀족 영국인들로 하여금 유럽 대륙을 여행했을 당시를 떠올리게 만들었다. 18세기 중반 베니스는 베두티스티들의 중심지로 유명해졌다. 당시 베니스에서 주로 활동했던 루카 카를레바리스에 의해 베두타가 널리 퍼지게 되었으며, 훌륭한 예술가들은 베니스의 카날과 프렌치스코 과르디 가문에 속해 있었다. 출신이었다. 그들 중 일부는 유럽의 주요 수도에서 화가로 일하러 갔는데, 그 예로 카날레토는 런던에서 활동했으며 그의 조카 베르나르도 벨로토는 드레스덴과 바르샤바에서 활동했다.

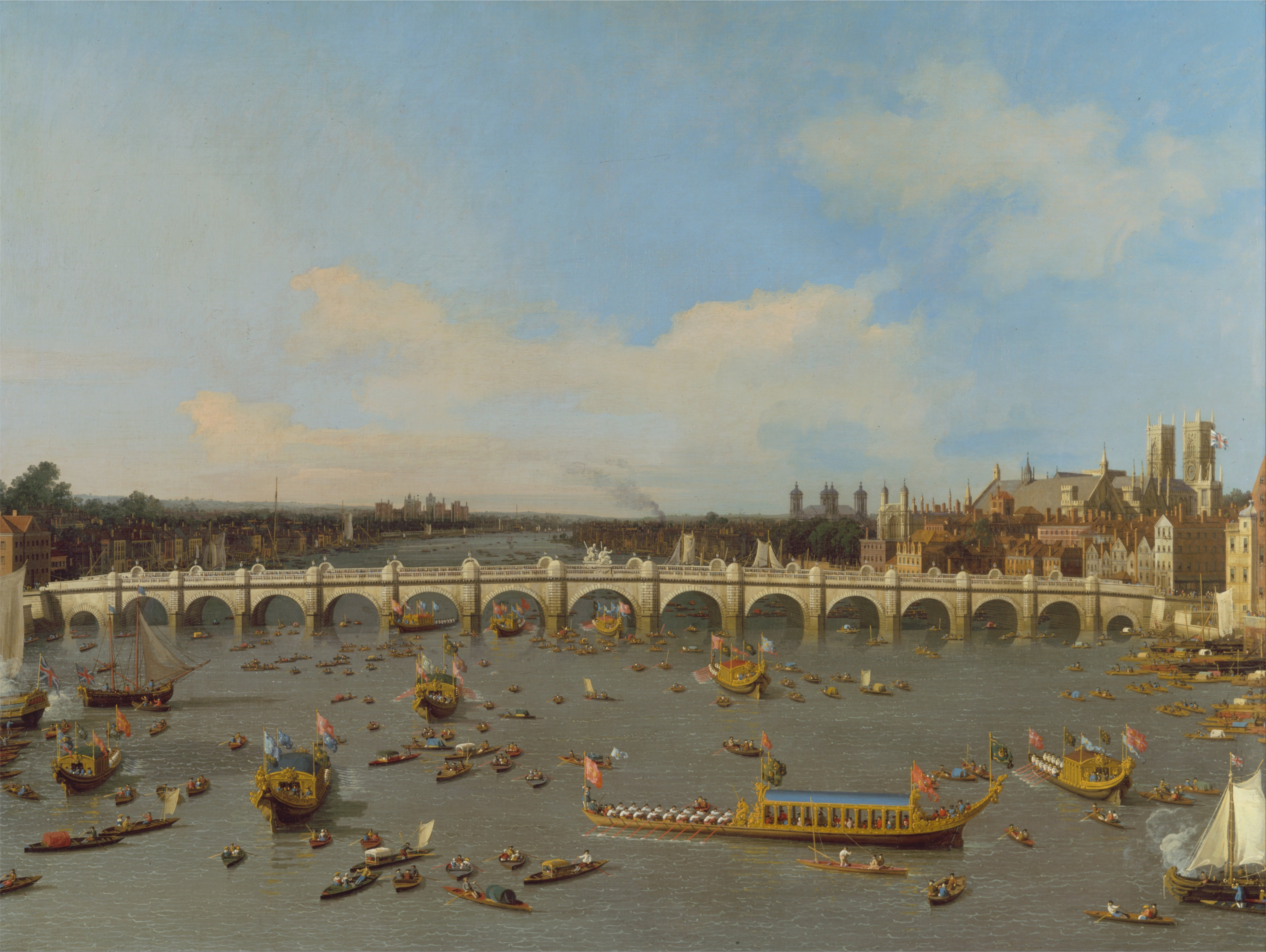
《템즈강의 시장 행렬이 있는 웨스트민스터 다리》, 카날레토, 1747년

18세기 이탈리아의 다른 지역에서는 베두타의 독특한 변형이 생기기 시작했다. 조반니 파올로 파니니는 폐허를 그리는 데 집중한 최초의 베두티스티였다. 네덜란드 화가 카스파르 반 비텔(주로 로마에서 활동했으며, Vanvitelli로 알려져 있다.)과 다른 예술가들은 베두타 에사타(veduta esatta), 즉 베두티를 그렸는데, 이는 도시 풍경이나 기념비를 지형적으로 정확하게 묘사한 것으로, 인간과 동물의 모습이 부수적으로 그려진 작품이다. 그와 같이 협력하며 활동한 화가들 중에는 헨드릭 프란스 반 린트가 있었는데, 그는 18세기 전반에 주요 베두타 화가 중 한 명이 되었다. 플랑드르 화가 얀 프란스 반 블루먼은 17세기 말과 18세기 초에 베두트에서 보다 사실적인 표현을 통해 로마의 프랑스 베두트 화가들(예: 가스파르 뒤게)이 고전 주의적 로마 풍경화를 그리는 방식에서 벗어나는 18세기에 일어날 변화를 예견했다.

《산타마리아 마조레 대성전이 보이는 콰트로 폰타네 분수》, 리빈 크륄, 1665년

이후 베두티의 발전 과정에서 파니니의 베두타는 부분적으로 또는 완전히 상상 속의 요소들, 즉 '카프리치'와 '베두티 이데아(vedute ideate)' 또는 '베두타 디 판타지아(veduta di fantasia)'로 변형되었다. 조반니 바티스타 피라네시는 '베두티 이데아(vedute ideate)' 에칭의 최고의 대가였다. 그의 지형 연작인 《베두티 디 로마》는 여러 차례 인쇄되었다.

## 19세기
19세기 후반에는 지형적 정확성에 대한 욕구가 사라지고 도시 경관에 대한 보다 개인적인 "인상"이 자리를 잡았으며, 대신 그림으로 그린 후 사진으로 찍은 파노라마가 이러한 욕구를 충족시키게 되었다. 당시 베니스에서는 체코 출신의 안토니에타 브랜다이스, 스페인 화가 마르틴 리코, 마리아노 포르투니, 안토니오 마리아 레이나 마네스카우, 라파엘 세넷, 그리고 페루 화가 페데리코 델 캄포 등 다양한 국적의 많은 예술가들이 넘어 와서 활동했다. 이러한 예술가들은 베니스의 도시 풍경으로 인해 큰 국제 시장에 반응했고, 이 장르를 통해 이탈리아 풍경만 그릴 정도로 큰 명성을 얻었다.

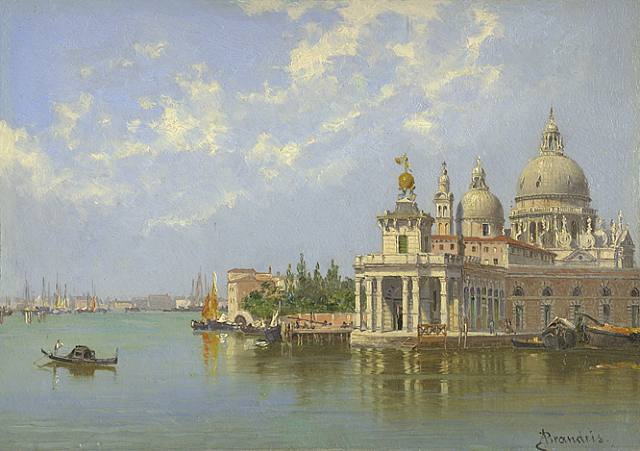
《도가나와 산타 마리아 델라 살루테 성당》, 안토니에타 브랜다이스
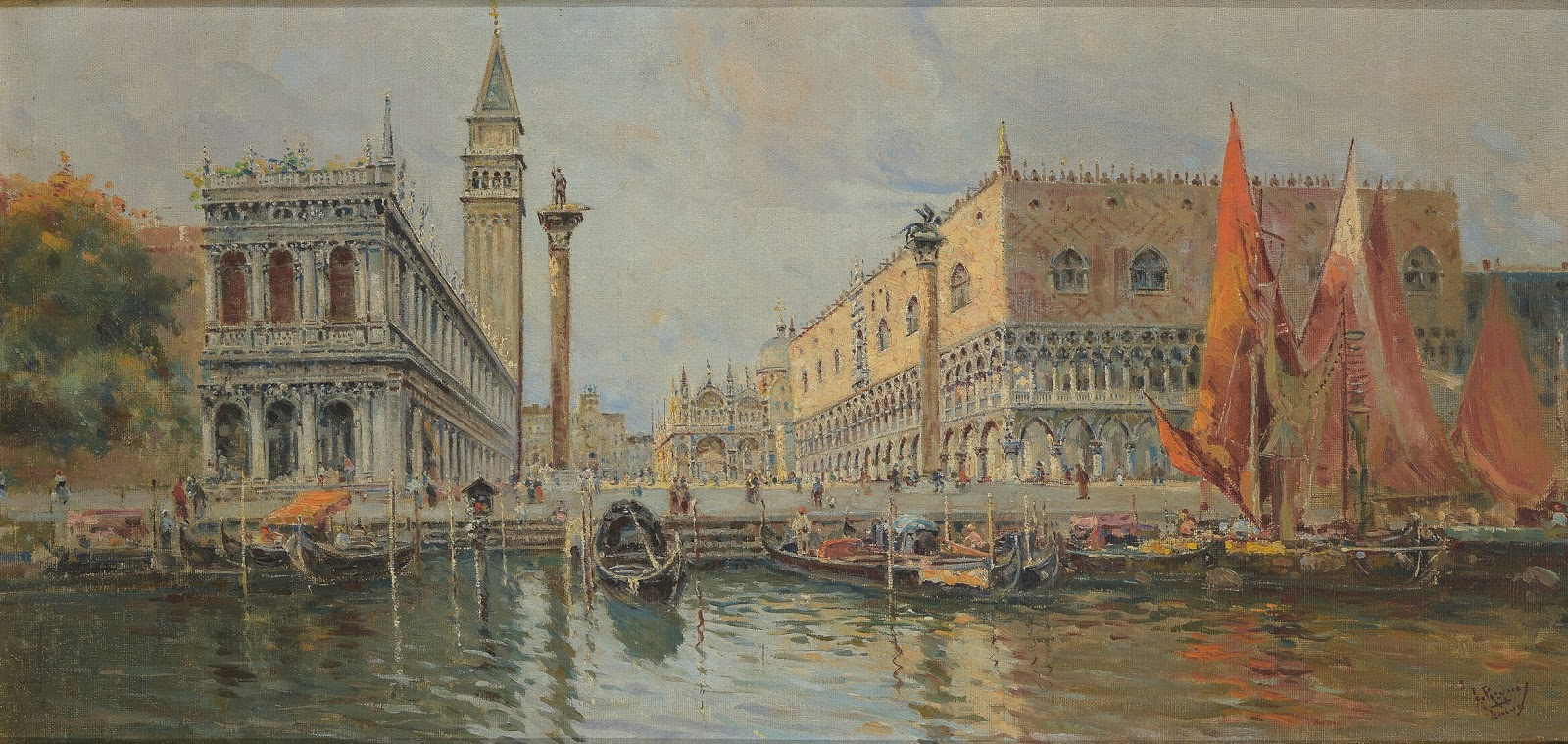
《대운하와 산마르코 광장》, 레이나 마네스카우, 1890년경
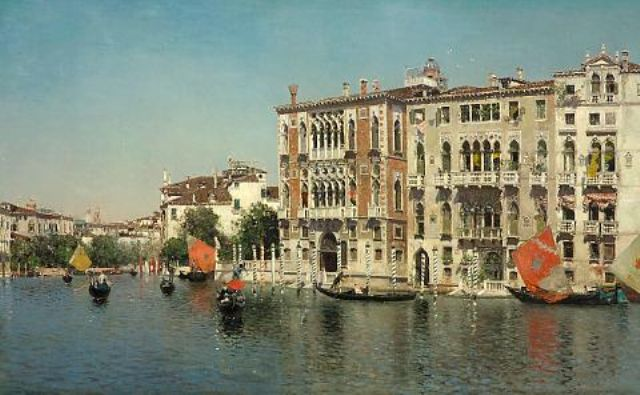
《카날 그란데의 팔라초 카발리와 팔라초 바르바로의 전경》, 마르틴 리코, 1894년
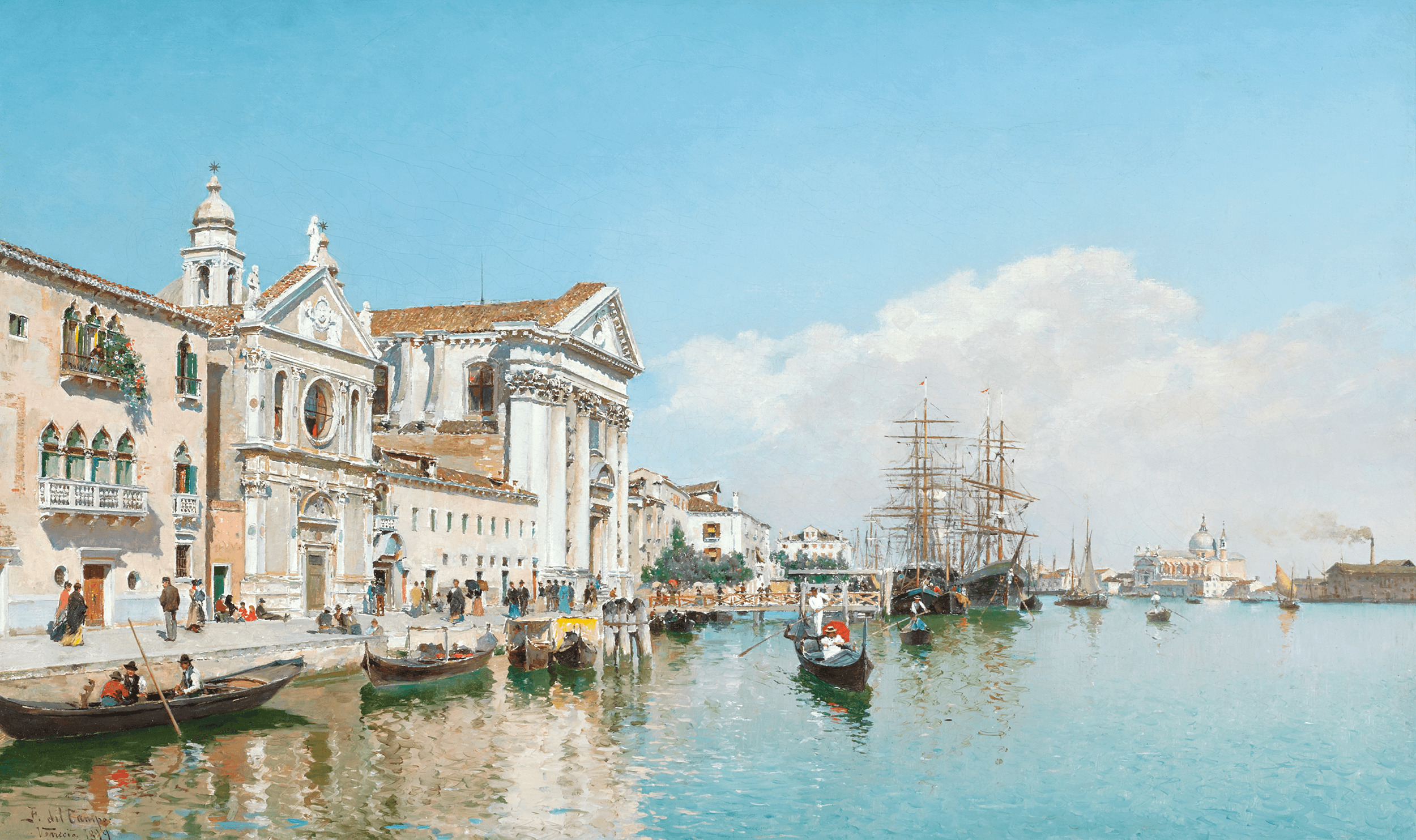
《베니스의 산타 마리아 델 로사리오》, 페데리코 델 캄포, 1899년

특히 페데리코 델 캄포의 풍경화가 영국인 관광객들에게 큰 인기를 얻으면서 그는 풍경화를 여러번 그리기도 했다. 레이나 마네스카우 역시 약간의 변형을 주면서 동일한 도시 풍경을 여러 번 그렸다.

## 같이 보기
- 카프리치오 (예술)
- 도시 풍경

## 참고 문헌
루이지 살레르노. (1991) Canaletto의 장르에 대한 기여에 관한 자료를 담고 있는 Metropolitan Museum of Art의 전체 텍스트 전시 카탈로그인 I pittori di * Canaletto